# Малая птица-лира
Малая птица-лира или альбертов северный лирохвост (лат. Menura alberti) — птица из певчих воробьиных семейства лирохвостов или птицы-лиры.

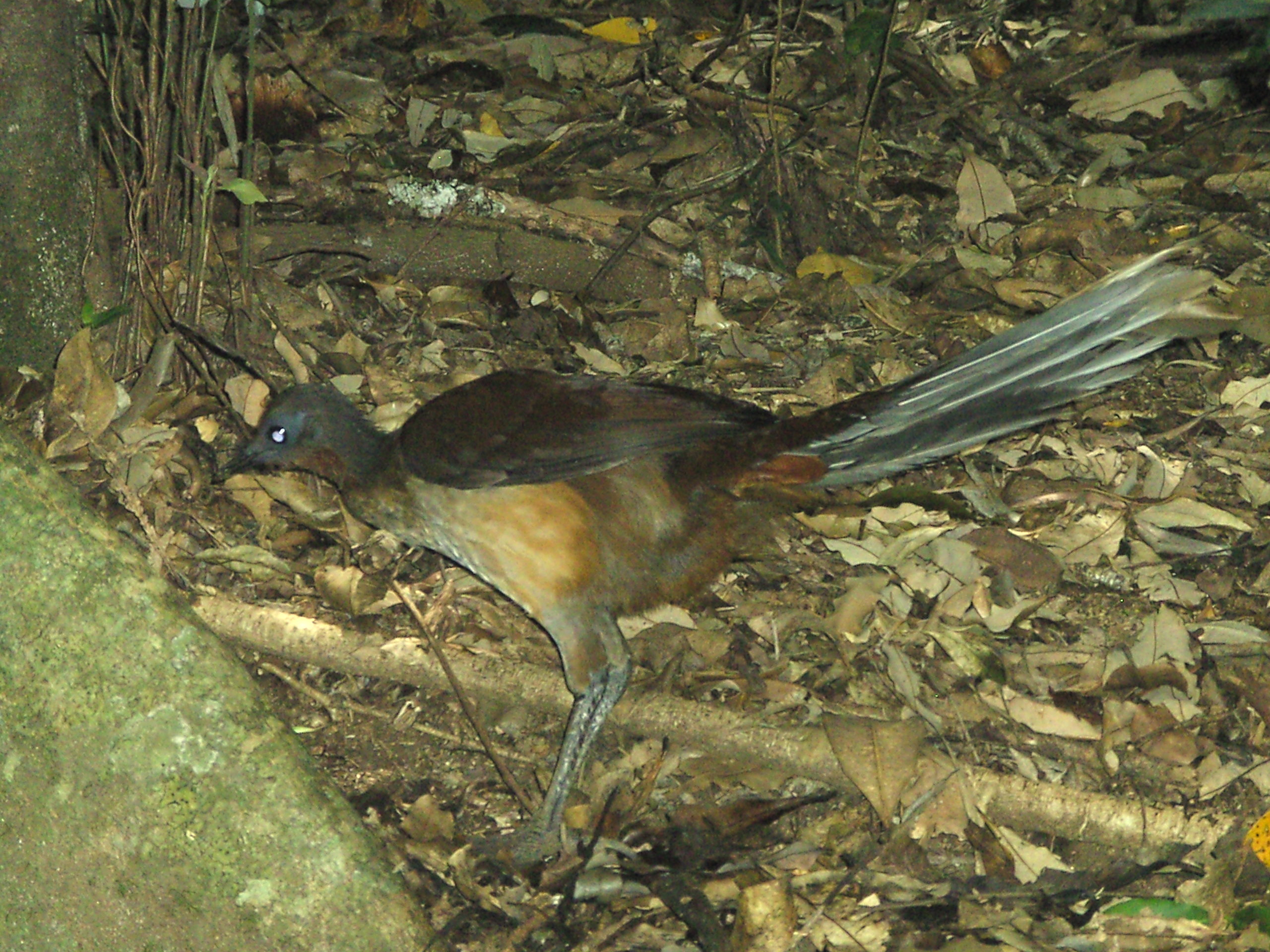
Самка, :en:Mount Warning, Новый Южный Уэльс

Самцы размером до 90 см и самки до 84 см, встречаются только в небольшом районе сельвы Квинсленда[стиль], ареал один из самых мелких для птиц континента. Численность популяции составляет, по оценкам, лишь 3500 особей. Их внешность менее эффектна, чем у большого лирохвоста, но они всё равно похожи на него. Альбертов лирохвост назван так в честь принца Альберта, мужа королевы Виктории.

## Угрозы
Из-за небольшого размера ареала такое событие, как серьезная засуха в районе обитания, может угрожать всей популяции альбертовых лирохвостов.